# 蔡维燕
蔡维燕（1973年10月25日—），安徽淮南人，中国女子撑杆跳高运动员，中国共产党党员，2001年11月退役。

## 生平
蔡维燕在国内外大赛上共获得29枚金牌，9次打破亚洲纪录，1次打破世界纪录。2001年广州全运会后宣告退役，退役后进入北京大学学习，后从事管理工作。
1998年毕业于安徽师范大学体育教育专业，2005年毕业于北京大学应用心理系获第二本科学历。历任安徽体育运动职业技术学院院长助理，安徽省体育局群众体育处副调研员、副处长，安徽省体育局青少年体育工作处副处长。2016年12月，任安徽体育运动职业技术学院副院长。2018年12月，调任安徽省体育局体育产业发展处调研员。

## 主要战绩
- 1997年：第六届世界室内田径锦标赛女子撑竿跳高铜牌[4]
- 1997年：第八届全运会女子撑杆跳高金牌[5]
- 1998年：第十三届亚洲运动会女子撑杆跳高金牌

## 外部連結
- 蔡维燕在的頁面